# Takaki Kanehiro
En aquest nom japonès, el cognom és Takaki.
El baró Takaki Kanehiro (japonès: 高木兼寛)  (Takaoka i Miyazaki, 30 d'octubre de 1849 - Roppongi, 13 d'abril de 1920) fou un metge de la Marina Imperial Japonesa famós per la seva recerca sobre l'origen del beriberi.

## Biografia
Nascut a Takaoka-cho, província de Hyūga (actual prefectura de Miyazaki ), fill d'un samurai membre del domini de Satsuma, Takaki Kanehiro va estudiar medicina xinesa de jove i va servir com a metge a la Guerra de Boshin . Més tard va estudiar ciències mèdiques occidentals amb el metge britànic William Willis (al Japó, 1861-1881). Takaki va ingressar a la Marina Imperial Japonesa com a oficial mèdic el 1872. Va ser enviat a la Gran Bretanya per estudiar medicina el 1875 i va fer les seves pràctiques a la Facultat de Medicina de l'Hospital St Thomas, que ara forma part del King's College de Londres . Va tornar al Japó el 1880.
Durant el període Edo, el consum d'arròs blanc polit, que abans estava restringit en gran part a les classes altes, va començar a estendre's entre els samurais de rang inferior i la gent de les ciutats, sovint constituint la major part de la seva dieta amb pocs plats d'acompanyament. Aquest canvi dietètic va contribuir a l'augment de la prevalença del beriberi (deficiència de vitamina B1 ), especialment a les principals ciutats com Kyoto, Nagoya, Edo (l'actual Tòquio) i Osaka a finals del segle XVII. En canvi, les poblacions rurals i els agricultors, que depenien de l'arròs integral menys refinat i dels grans barrejats amb un contingut de tiamina més alt, es van salvar en gran mesura de la malaltia.